# Стівен Віторія
Стівен Віторія (англ. Steven Vitória, нар. 11 січня 1987, Торонто) — канадський футболіст португальського походження, захисник клубу «Шавеш» та національної збірної Канади. Відомий своєю відмінною грою головою і майстерним виконанням штрафних ударів і пенальті.

## Ранні роки
Віторія народився в Торонто, Канада, в сім'ї португальських іммігрантів з Азорських островів. Вчитися футболу він розпочав у команді «Вудбрідж Страйкерз» і грав головним чином на позиції нападника. Він отримував запрошення від молодіжних збірних Канади кілька разів, у тому числі після того, як покинув країну, але щоразу відмовлявся.

## Клубна кар'єра

### «Порту»
Віторія був підписаний португальським «Порту» у віці 18 років і був переведений на позицію центрального захисника. В наступні роки він кілька разів вирушав в оренду, спочатку в клуб «Турізенсі» в третьому дивізіоні, а потім — в «Ольяненсі» на два роки, де він допоміг команді вийти у вищу португальську лігу у своєму другому сезоні в клубі.
У сезоні 2009/10 Віторія був відправлений в оренду в «Спортінг» (Ковільян), який грав у Сегунда Лізі. Свій перший офіційний матч за новий клуб він зіграв 2 серпня 2009 року у грі на виїзді проти «Каррегаду» (1:0) в Кубку ліги.

### «Ешторіл-Прая»
Віторія остаточно покинув «Порту» в липні 2010 року, підписавши контракт з клубом Сегунди «Ешторіл-Прая». Клуб у тому ж сезоні клуб піднявся у Прімейру. У своєму дебютному сезоні на вищому рівні Віторія зіграв 27 матчів і забив 11 голів (вісім з них він забив зі штрафних), ставши дев'ятим серед найкращих бомбардирів ліги, і допоміг своїй команді посісти п'яте місце і отримати путівку в Лігу Європи.

### «Бенфіка»
16 червня 2013 року на правах вільного агента Віторія приєднався до лісабонської «Бенфіки», підписавши контракт на чотири роки. День підписання контракту він назвав «найважливішим і найщасливішим у своєму житті». Однак шансу закріпитися в складі «орлів» захисник не одержав: єдина його поява на полі у футболці «Бенфіки» відбулася в останній день сезону, коли клуб став чемпіоном. Віторія відіграв всі 90 хвилин у програному 1:2 матчі проти свого колишнього клубу «Порту».
Віторія залишився на лавці запасних і у програному «Бенфікою» фіналі Ліги Європи проти «Севільї». Гравця не влаштовувало його становище в команді, у цей період ним цікавилися «Реал Бетіс» та «Марітіму».
9 лютого 2015 року Віторія був відданий в оренду клубу МЛС «Філадельфія Юніон» на один сезон. Він забив свій перший гол за команду в своєму рідному Торонто, в програному 1:3 матчі проти місцевого однойменного клубу. У грудні гравець повернувся в «Бенфіку», оскільки американський клуб відмовився від викупу його контракту.

### «Лехія»
Віторія приєднався до польського клубу «Лехія» (Гданськ) 17 серпня 2016 року, підписавши контракт на три роки. Він дебютував за новий клуб 21 вересня, відігравши повністю матч Кубка Польщі проти «Пущі» (1:1 після 120 хвилин), що завершився шістнадцятьма ударами в серії пенальті і поразкою гданської команди від представника третього дивізіону. Всього протягом першого сезону встиг відіграти за команду зі Гданська 8 матчів в національному чемпіонаті і став з нею віце-чемпіоном Польщі.

## Виступи за збірні
2005 року дебютував у складі юнацької збірної Португалії і представляв Португалію на юнацького чемпіонат Європи до 19 років у Польщі 2006 року. Всього ввзяв участь у 5 іграх на юнацькому рівні.
Протягом 2006—2007 років залучався до складу молодіжної збірної Португалії і був учасником молодіжного чемпіонату світу (U-20) 2007 року в Португалії. Всього на молодіжному рівні зіграв у 6 офіційних матчах.
У вересні 2012 року, втративши надію на запрошення в національну збірну Португалії, 25-річний Віторія погодився виступати за збірну Канади. У січні 2016 року він отримав виклик на товариський матч проти збірної США 5 лютого і відіграв всі 90 хвилин (0:1).
Наступного року у складі збірної був учасником розіграшу Золотого кубка КОНКАКАФ 2017 року у США.
Наразі провів у формі головної команди країни 8 матчів, забивши 1 гол.

## Титули і досягнення
- Чемпіон Португалії (1):

«Бенфіка»: 2013–14
- Володар Кубка Португалії (1):

«Бенфіка»: 2013–14
- Володар Кубка португальської ліги (1):

«Бенфіка»: 2013–14
- Володар Кубка Польщі (1):

«Лехія» (Гданськ): 2019